# Bertalan Tóth
Bertalan Tóth (* 10. listopad 1975, Pécs) je maďarský právník a levicový politik, od roku 2018 předseda Maďarské socialistické strany.

## Biografie
V roce 1994 odmaturoval na Leőwey Klára Gimnázium v Pécsi. Poté studoval právo, evropské právo a ekonomii na Pécsi Tudományegyetem.

### Politická kariéra
V roce 1992 vstoupil do Maďarské socialistické strany. V letech 1994 až 1998 a 2000 až 2002 byl členem předsednictva městského výboru strany v Pécsi, od roku 2007 je předsedou městského výboru. V červenci 2016 byl zvolen předsedou parlamentní frakce MSZP. Dne 17. června 2018 byl zvolen předsedou Maďarskou socialistické strany.
- Parlamentní volby v Maďarsku 2006: poprvé zvolen poslancem Zemského sněmu z kandidátní listiny MSZP v župě Baranya.
- Parlamentní volby v Maďarsku 2014: podruhé zvolen poslancem Zemského sněmu z celostátní kandidátní listiny levicové koalice Összefogás.
- Parlamentní volby v Maďarsku 2018: potřetí zvolen poslancem Zemského sněmu z 5. místa na celostátní kandidátní listině levicové koalice MSZP–Párbeszéd–(MLP).
- Volby do Evropského parlamentu v Maďarsku 2019: kandidoval na 1. místě společné kandidátní listiny levicové koalice MSZP–Párbeszéd.

## Soukromý život
Je ženatý, má dvě děti: Bolda a Bertalan.